# Juozas Galginaitis
Juozas Galginaitis (* 4. Mai 1958 im Rajon Jenisseisk, Region Krasnojarsk, Sowjetunion) ist ein litauischer Jurist, Rechtswissenschaftler, ehemaliger Politiker, stellvertretender Innenminister Litauens und Diplomat.

## Leben
1981 absolvierte Juozas Galginaitis das Studium der Rechtswissenschaften an der Rechtsfakultät der Universität Vilnius. Am 21. Dezember 1988 promovierte er am Unionsinstitut für wissenschaftliche Forschung der Sowjetgesetze (UdSSR) zum Kandidaten der Rechtswissenschaften zum Thema „Rechtstheoretische Probleme der Erstellung von automatisierten Informationssystemen für Gesetzessuche“ (lit. Įstatymų paieškos automatizuotų informacinių sistemų kūrimo teorinės teisinės problemos).
1991 machte er das Praktikum am Justizministerium von Niedersachsen. 2003 war er Gasthochschullehrer am Institut für Ostrecht der Universität Kiel (Thema: „Recht im Ostseeraum“, engl. Law in the Baltic Sea Area), „Osteuropa-Studien“ und „Osteuropäisches Recht“. 2003 unterrichtete er die Einführung in die Rechtsordnung Litauens sowie das Bolckseminar zum litauischen Recht im Schloss Noer bei Kiel. 2005 bildete er sich weiter an der Johann-Wolfgang-Goethe-Universität Frankfurt am Main.
Von 1991 bis 1992 war er Direktor des Instituts für Recht, von 1992 bis 1993 Prorektor für akademische Angelegenheiten der Polizeiakademie von Litauen, von 1993 bis 1999 Diplomat im Außenministerium Litauens, Berater der litauischen Botschaft in Deutschland, Leiter der Abteilung Berlin.
Von 1999 bis 2001 war er stellvertretender Innenminister Litauens.
Von 2001 bis 2004 war er Lektor von VU Tarptautinio verslo mokykla (TVM), Dozent (seit 2002), und ab 2001 Lektor und seit 2002 Dozent der Rechtsfakultät der Universität Vilnius, von 2003 bis 2007 Leiter des Lehrstuhls für Rechtstheorie und Rechtsgeschichte, Prodekan der Fakultätsabteilung für Präsenzstudium. Ab 2007 ist er Prorektor für akademische Angelegenheiten der Universität.

## Bibliografie
- Versicherungsrecht // Draudimo teisė / Juozas Galginaitis, Rimantas Stankevičius. – Vilnius: Teisės institutas, 2005. – 851 p;
- Umsetzung von EG-Richtlinien in Litauen / Recht im Ostseeraum: Einführung und aktuelle Entwicklungen. Berlin: Berliner Wissenschafts-Verlag. 2006, S. 207–216. ISBN 3-8305-1127-2.
- Verwaltungsrecht in Litauen / Recht im Ostseeraum: Einführung und aktuelle Entwicklungen. Berlin: Berliner Wissenschafts-Verlag. 2006, S. 57–68.  ISBN 3-8305-1127-2.
- Teisinė sistema ir jos pagrindinės subsistemos kaip lyginamosios teisėtyros objektas // Teisė. 2002, Nr. 44, p. 31–41;
- Informacinė politika ir jos teisiniai aspektai / I. Dainauskienė, J. Galginaitis ir kt. – Vilnius: Lietuvos informacijos institutas, 1994. – 104 p.
- Litauisches Recht. In: Meyers Konversations-Lexikon. 4. Auflage. Band 10, Verlag des Bibliographischen Instituts, Leipzig/Wien 1885–1892,  S. 835.
- Juozas Galginaitis, Antje Himmelreich, Rūta Vrubliauskaitė (Hrsg.): Einführung in das litauische Recht. Berlin 2010 (Online).